# Bydgoszcz Wschód (stacja kolejowa)
Bydgoszcz Wschód – stacja kolejowa w Bydgoszczy, w województwie kujawsko-pomorskim, w Polsce. Zatrzymują się tu wszystkie pociągi osobowe i TLK/IC.

## Ruch pasażerski
| Rok  | Wymiana pasażerska na dobę |
| ---- | -------------------------- |
| 2017 | 500-699                    |
| 2022 | 700-999                    |
| 2023 | 1 200                      |

Od 24 listopada 2012 w budynku stacji mieściła się Izba Tradycji Bydgoskich Dróg Żelaznych. Sam budynek stacji nie pełni obecnie żadnych funkcji związanych z obsługą podróżnych i jest przeznaczony do sprzedaży.
Znajdująca się po północnej stronie stacji nieczynna wieża ciśnień z lat 1930-1931 w 2023 znalazła się w rękach prywatnych.

## Połączenia
Ze stacji Bydgoszcz Wschód odjeżdżają pociągi osobowe do/z Olsztyna, Torunia, Włocławka, Piły, Brodnicy i Chełmży oraz pociągi TLK/IC do/z Krakowa, Katowic, Łodzi i Warszawy.

## Komunikacja miejska
16 stycznia 2016 oddano do użytku estakadę dla przebiegającej nad stacją linii tramwajowej. Nad peronami na przystanku o nazwie Dworzec Wschód zatrzymują się tramwaje następujących linii: 3, 5, 7, 10 i 11. Pod estakadą, przy ulicy Kamiennej, znajduje się przystanek autobusowy również nazwany Dworzec Wschód; korzysta z niego linia nr 83. W dalszym sąsiedztwie znajdują się przystanki przy ulicy Fordońskiej, przy których zatrzymują się autobusy linii: 64, 65, 69, 74, 89, 31N, 32N i 33N.
Ponadto w okolicy stacji znajduje się pętla autobusowo-tramwajowa „Wyścigowa”, obecnie używana przez linię tramwajową nr 6, na czas remontu trasy do pętli Łęgnowo, oraz autobusową - nr 74. Pod koniec kwietnia 2014 dotychczasowa pętla Wyścigowa uległa likwidacji, a zamiast niej, w nowej lokalizacji, powstała nowa pętla po wschodniej stronie ul. Wyścigowej.

## Połączenia
- Aleksandrów Kujawski
- Bydgoszcz Główna
- Gdynia
- Grudziądz
- Jabłonowo Pomorskie
- Katowice
- Kraków
- Lublin
- Olsztyn
- Piła
- Szczecin
- Toruń
- Warszawa
- Włocławek

## Bydgoszcz Wschód (część towarowa)
W bezpośrednim sąsiedztwie stacji znajduje się grupa towarowa, nosząca dawniej nazwę Bydgoszcz Wschód Towarowa. Stacja została wzniesiona jako Kapuścisko Tranzytowe, a następnie zmieniła nazwę na Kapuścisko Małe Towarowe. Od 1928 r. obsługuje ruch towarowy północnej części magistrali węglowej.

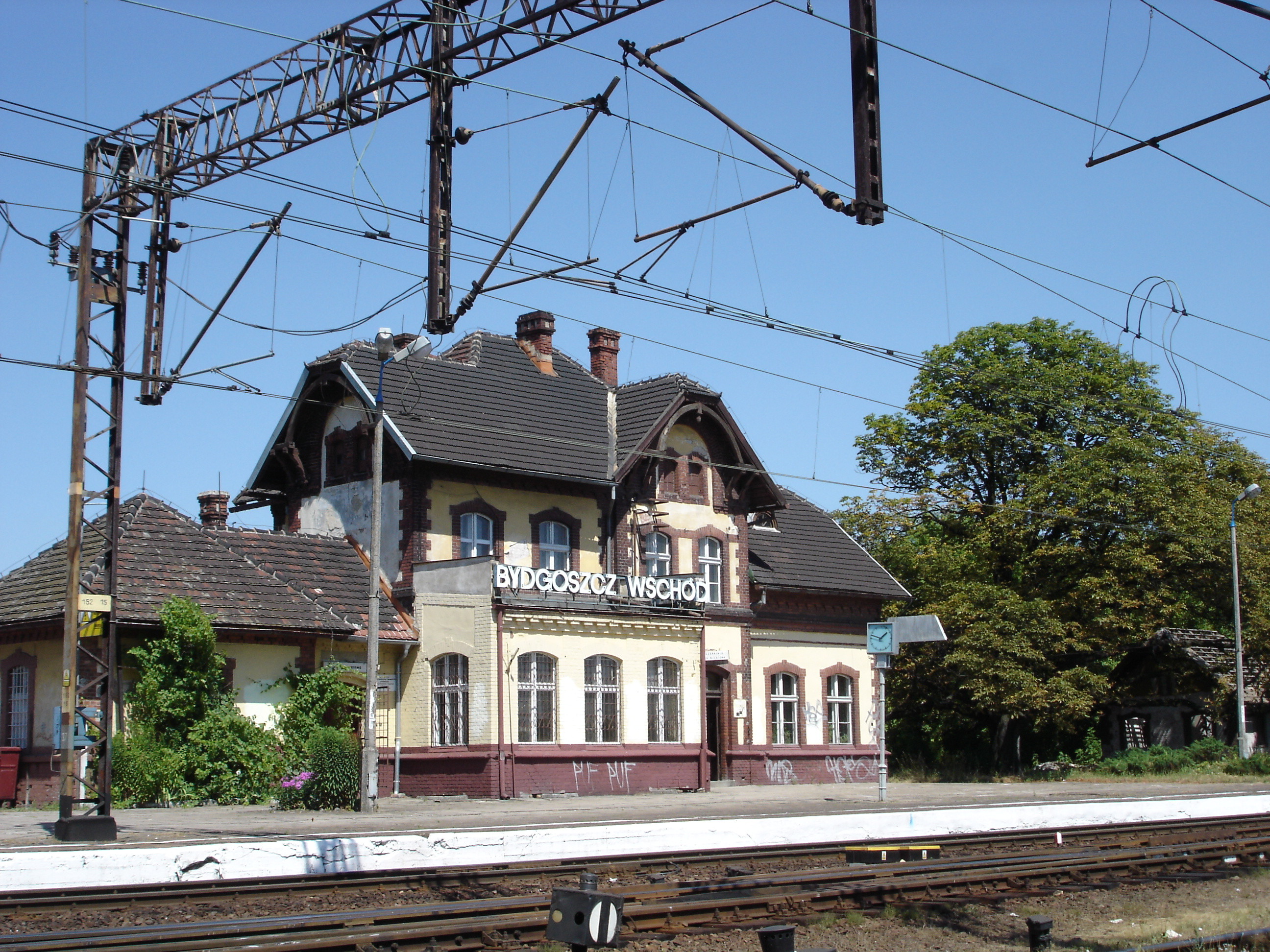
Budynek Dworca Bydgoszcz Wschód obecnie nieczynny (2010 r.)
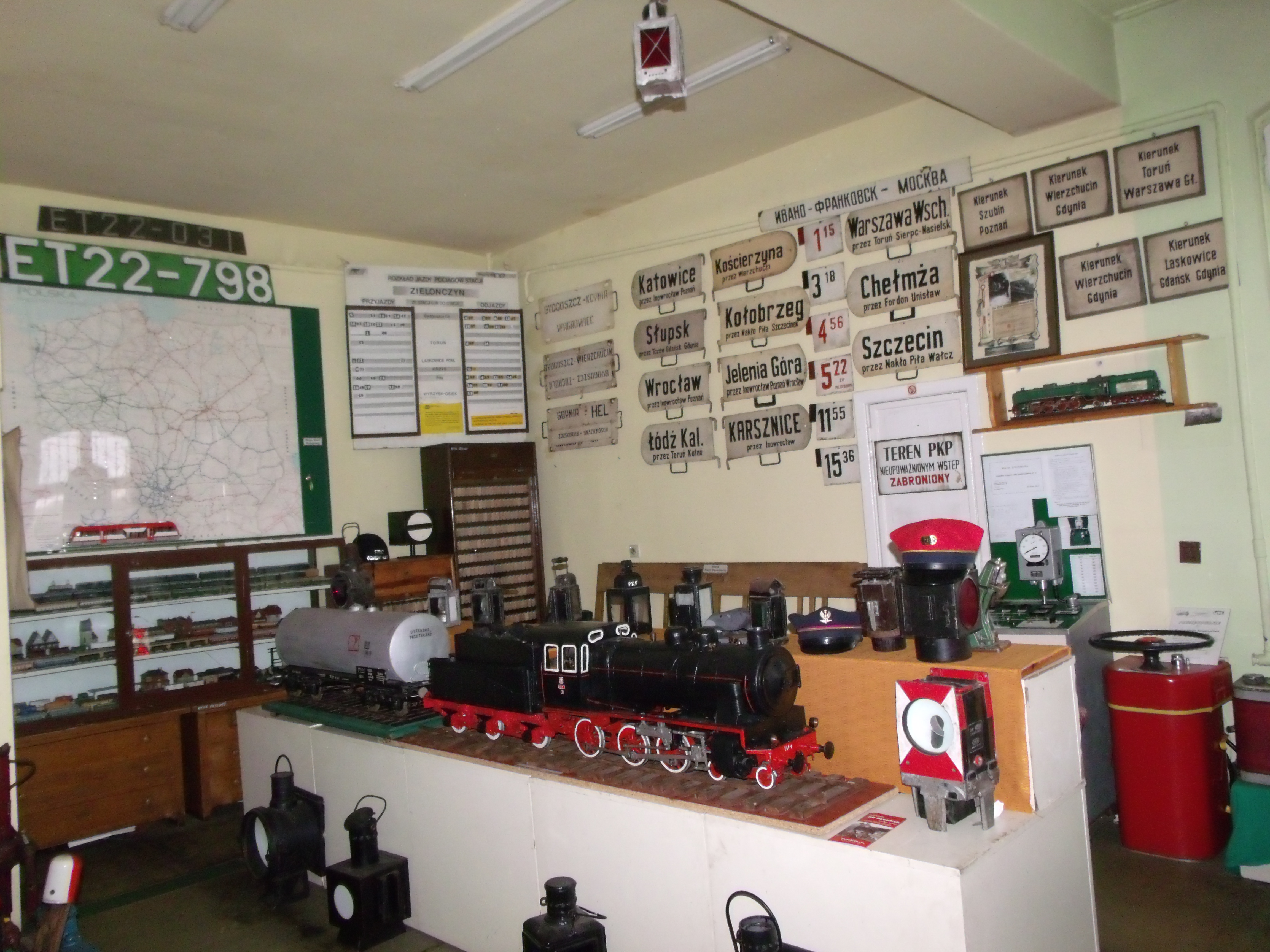
Wnętrze muzeum w budynku stacji.
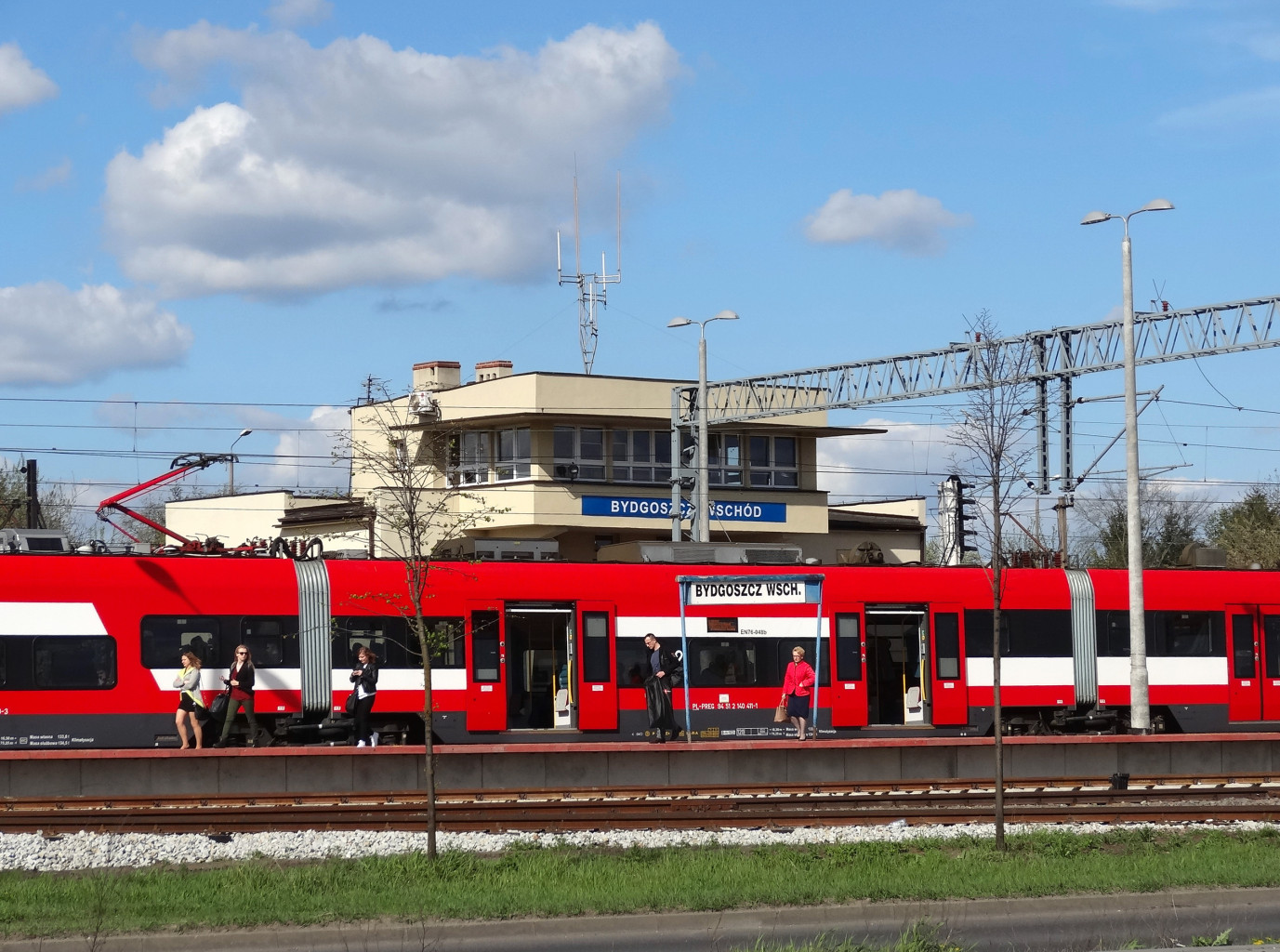
Skład BiTCity na stacji Bydgoszcz Wschód.
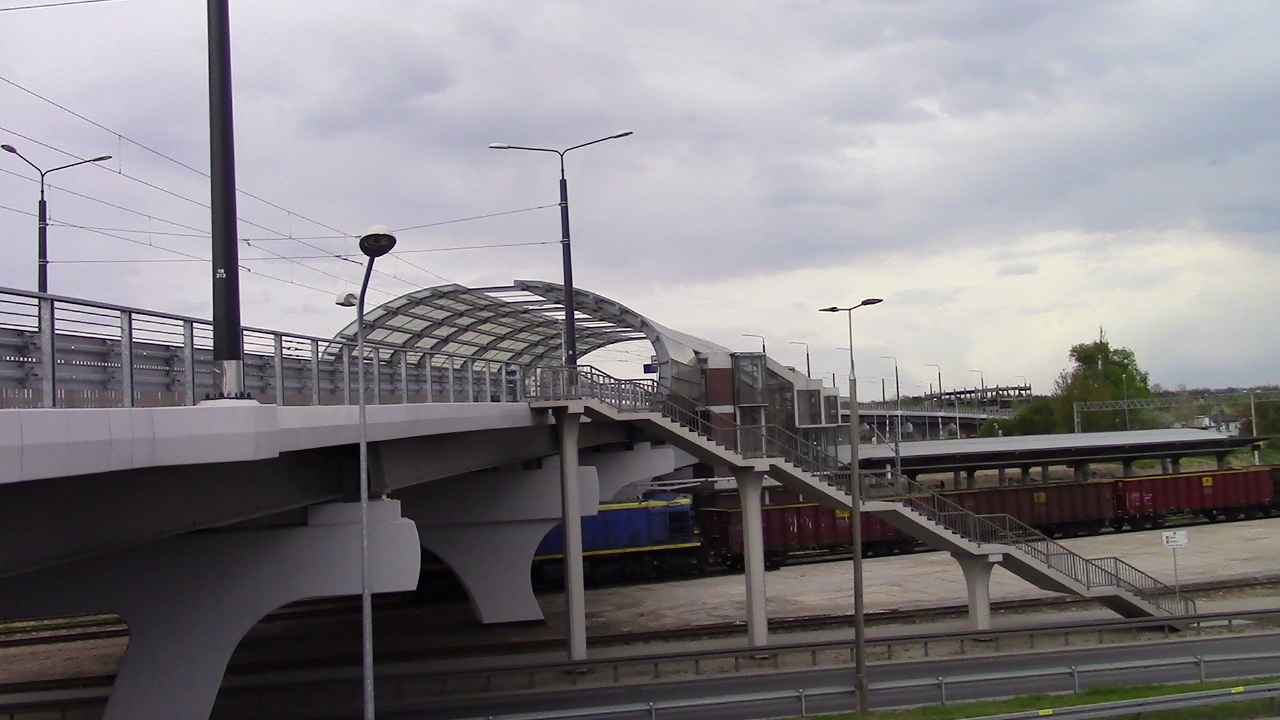
Widok z estakady na stacje Bydgoszcz  Wschód.
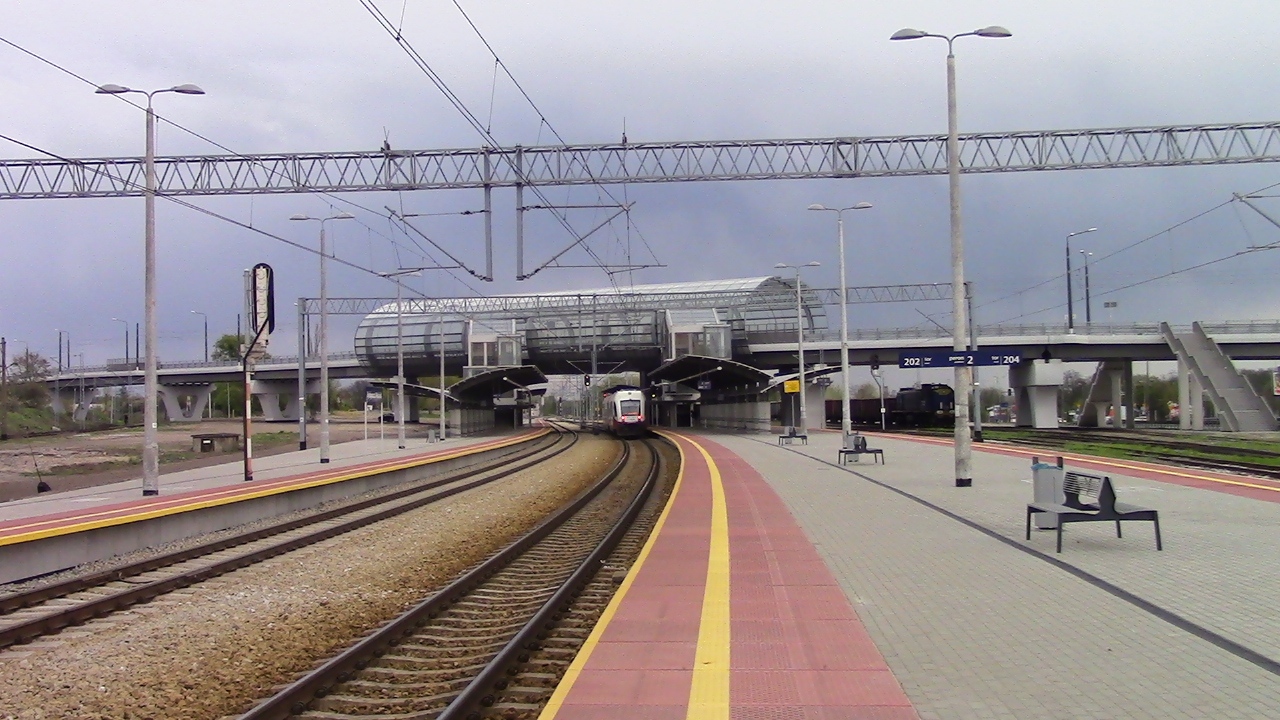
Estakada z przystankiem tramwajowym nad stacją  Bydgoszcz  Wschód - widok z peronu.
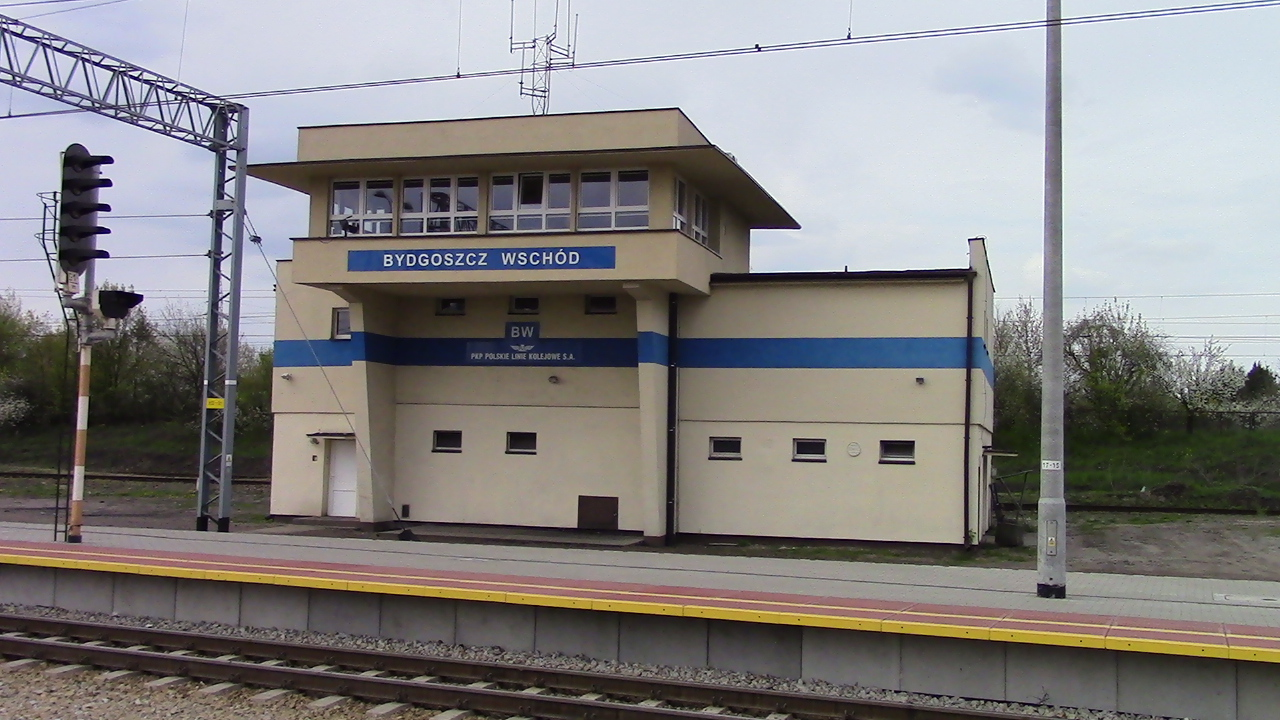
Nastawnia Bydgoszcz Wschód.